# 黃𤣾
黃𤣾（?—1457年），明朝官員。
早年擔任广西浔州守备都指挥，為谋取浔州知府之职，殺其同父異母思明知府黄堈及堈子黄钧，並支解黄堈父子，納入甕中，埋藏於後圃。黄堈的僕人福童在事後向司法機關檢舉。後為浔州总兵武毅上朝廷告發，被捕入狱。黄𤣾請千户袁洪至北京活動。袁洪听说明代宗朱祁鈺打算易儲，遂以黄𤣾之名义上疏請代宗改立自己的兒子為太子。代宗见疏大喜曰：“萬里外有此忠臣。”，立即将黄𤣾释放，又升為都督。
明英宗發動奪門之變成功复辟，天順元年石亨誣陷于谦勾结黄𤣾更立太子和欲迎立襄王子。是年五月，黄𤣾與其子等都被斬殺，徐正亦被殺。